# Sonos (Unternehmen)
Sonos ist ein US-amerikanischer Hersteller von Audio-Unterhaltungselektronik mit Sitz in Santa Barbara, Kalifornien.
Sonos entwickelt und produziert aktive Lautsprechersysteme und Hifi-Komponenten, die drahtlos über WLAN miteinander vernetzt sind. Das System kann Musikstreamingdienste nutzen und diese in mehreren Räumen gleichzeitig wiedergeben. Gesteuert wird das Audiosystem mit einer App auf dem Smartphone, Tablet- oder Desktop-Computer, sowie zum Teil per Sprachsteuerung.

## Geschichte
Sonos wurde 2002 von John MacFarlane, Craig Shelburne, Tom Cullen und Trung Mai gegründet. Der Name Sonos stammt vom lateinischen Wort sonus (deutsch ‚Klang‘) ab. Basierend darauf, dass das Wort Sonos ein Palindrom ist, ist das Logo von Sonos derart gestaltet, dass es auch 180 Grad gedreht gelesen werden kann (Ambigramm).
Im Januar 2017 verließ der Gründer und CEO John MacFarlane das Unternehmen und übergab die Position an den vorherigen COO Patrick Spence.
Im Oktober 2017 gab Sonos seine Zusammenarbeit mit Amazon bekannt, damit dessen Sprachassistent Alexa auch Sonos-Lautsprecher steuern kann. Zusätzlich will Sonos mit jedem anderen Sprachassistenten auf dem Markt zusammenarbeiten.
Im Dezember 2017 gab das Unternehmen gemeinsam mit dem Möbelhändler IKEA bekannt, zusammen raumübergreifende Lautsprecherkomponenten zu entwickeln und vermarkten zu wollen. Die zwei daraus entstandenen Lautsprecher kamen 2019 auf dem Markt und basieren beide auf dem Sonos Play:1, wobei in einem der Lautsprecher eine Lampe integriert ist. 2021 wurde dann ein weiterer Lautsprecher vorgestellt, der in einen Bilderrahmen integriert wurde.
Im April 2021 wurde bekannt, dass der Hersteller seine erste Partnerschaft im Automobilbereich eingeht. Mehrere Audi-Modelle werden sich künftig mit Audiosystemen von Sonos als Sonderzubehör bestellen lassen.

## Technik
Die Lautsprecher bauen ein herstellerspezifisches, proprietäres AES-verschlüsseltes IEEE-802.11-b/g/n-Netzwerk auf, die ein Peer-to-Peer-Mesh-Netzwerk bilden.

## Kritik
Durch die Integration proprietärer Software ist der Nutzer von der Unternehmenspolitik Sonos' und dessen Software abhängig.
Sonos wird kritisiert, unnötig viele Daten der Nutzer zu sammeln. 2017 hat das Unternehmen mit Überarbeitung seiner Datenschutzerklärung den Umfang nochmals erweitert. Verweigert ein Kunde die Übermittlung, werden keine Softwareupdates mehr bereitgestellt, was laut Sonos-Pressesprecher dazu führt, dass die Geräte nicht länger wie gewohnt funktionieren werden.
Im Juli 2018 führte Sonos die Zwangsregistrierung für alle seine Geräte ein. Eine Weiternutzung der Lautsprecher ist seitdem ohne Kundenkonto nicht mehr möglich, was zahlreiche Kunden verärgerte.
Bis 2021 setzte das Sonos-System auf die Nutzung von SMB1/NTLMv1 für lokale Musikbibliotheken, dessen Sicherheitsprobleme international durch WannaCry bekannt wurden. Seit November 2021 setzt das Unternehmen auf SMB2 und SMB3.
Auf allen Sonos-Produkten läuft eine einheitliche Software, die zwecks einer Erweiterung des Funktionsumfangs regelmäßig aktualisiert wird. Da neuere Funktionen höhere Hardwareanforderungen haben als ältere Produkte erfüllen, kann deren Software nicht beliebig lange aktualisiert werden. Aus diesem Grund führte Sonos Ende 2019 ein sogenanntes Trade-Up-Programm ein, das dem Kunden die Möglichkeit gibt, 30 % Rabatt auf ein neues Produkt zu erhalten, wenn er ein altes in den „Recycling-Modus“ versetzt. Dieser sperrt das Gerät permanent und macht einen Wiederverkauf oder eine Weiternutzung unmöglich, wodurch technisch voll funktionsfähige Geräte entwertet und entsorgt werden, eine Form der geplanten Obsoleszenz. Die daraufhin massive Kritik an Sonos veranlasste CEO Patrick Spence im Januar 2020 dazu, eine weitere Option zu ermöglichen: Betroffene Produkte würden bis Mai 2020 mit Updates versorgt und könnten anschließend wie gewohnt benutzt werden. Es sei allerdings nicht möglich, ältere Geräte mit neueren Geräten und neuester Software in einem System wie bisher zu kombinieren. Im März 2020 stellte Sonos die Zwangssperrung der Produkte im Trade-Up-Programm nach anhaltender Kritik vollständig ein.
Wichtige Online-Funktionen des Sonos-Systems sind ohne eine Verbindung zum Sonos-Service nicht nutzbar. Gibt es beim Sonos-Service Probleme, können die Lautsprecher auch lokal nur noch eingeschränkt genutzt werden. Gewisse Cloud-Funktionen können dann nicht mehr bearbeitet werden. Dies passierte im September 2023. Das Abspielen lokaler Quellen war davon nicht betroffen.
Das Update der App im Mai 2024 wurde heftig kritisiert. So wurden Funktionen wie die Einschlafautomatik, Wecker und Abruf lokal gespeicherter Musik entfernt, Playlisten können nicht mehr editiert werden, Lautstärke- und Pauseknöpfe funktionieren nicht mehr, Lautsprecher erscheinen nicht mehr in der App und die App verursacht verkürzte Batterielaufzeiten auf den Mobilgeräten, auf denen sie eingesetzt wird. Sonos-CEO Patrick Spence entschuldigte sich für die Enttäuschung seiner Kunden. In Google Play hatte die App Stand August 2024 eine durchschnittliche Bewertung von 1,3 Punkten.
Das problembehaftete Update der App führte im Januar 2025 zum Rücktritt von Chief Executive Officer Patrick Spence.

## Produkte
Sonos bietet Einzellautsprecher an:

| Produkt                             | Start (USA) | Sprach- assistenz | Analog Line-In | Stereo | AirPlay | Bluetooth | 2006 | 2008 | 2009 | 2011 | 2012 | 2013 | 2014 | 2015 | 2016 | 2017 | 2018 | 2019 | 2020 | 2021 | 2022 | 2023 | 2024 | 2025 |
| ----------------------------------- | ----------- | ----------------- | -------------- | ------ | ------- | --------- | ---- | ---- | ---- | ---- | ---- | ---- | ---- | ---- | ---- | ---- | ---- | ---- | ---- | ---- | ---- | ---- | ---- | ---- |
| ZP100 ZonePlayer                    | 06.2004     |                   |                |        |         |           |      |      |      |      |      |      |      |      |      |      |      |      |      |      |      |      |      |      |
| ZP80                                | 01.2006     |                   |                |        |         |           | x    |      |      |      |      |      |      |      |      |      |      |      |      |      |      |      |      |      |
| CONNECT:AMP (ZonePlayer120)         | 08.2008     |                   | x              |        |         |           |      | x    | x    |      |      |      |      |      |      |      |      |      |      |      |      |      |      |      |
| CR200                               | 08.2009     |                   |                |        |         |           |      |      | x    | x    | x    |      |      |      |      |      |      |      |      |      |      |      |      |      |
| Play:5 (ZonePlayer S5)              | 11.2009     |                   | x              | x      |         |           |      |      | x    | x    | x    | x    | x    | x    |      |      |      |      |      |      |      |      |      |      |
| Play:3                              | 06.2011     |                   |                | x      |         |           |      |      |      | x    | x    | x    | x    | x    | x    | x    | x    |      |      |      |      |      |      |      |
| Sub                                 | 05.2012     |                   |                |        |         |           |      |      |      |      | x    | x    | x    | x    | x    | x    | x    | x    | x    |      |      |      |      |      |
| Playbar                             | 02.2013     |                   |                | x      |         |           |      |      |      |      |      | x    | x    | x    | x    | x    | x    | x    | x    |      |      |      |      |      |
| Play:1                              | 08.2013     |                   |                |        |         |           |      |      |      |      |      | x    | x    | x    | x    | x    | x    |      |      |      |      |      |      |      |
| Play:5 2nd Gen                      | 09.2015     |                   | x              | x      | x       |           |      |      |      |      |      |      |      | x    | x    | x    | x    | x    |      |      |      |      |      |      |
| Playbase                            | 05.2017     |                   |                | x      | x       |           |      |      |      |      |      |      |      |      |      | x    | x    |      |      |      |      |      |      |      |
| Port                                | 08.2019     |                   | x              | x      | x       |           |      |      |      |      |      |      |      |      |      |      |      | x    | x    |      |      |      |      |      |
| Beam (Voice Control)                | 06.2018     | x                 |                |        | x       |           |      |      |      |      |      |      |      |      |      |      | x    | x    | x    |      |      |      |      |      |
| AMP                                 | 12.2018     |                   | x              | x      | x       |           |      |      |      |      |      |      |      |      |      |      | x    | x    | x    |      |      |      |      |      |
| Sonos One (SL)                      | 03.2019     | (x)               |                |        | x       |           |      |      |      |      |      |      |      |      |      |      |      | x    | x    |      |      |      |      |      |
| Move                                | 09.2019     | x                 |                |        | x       | x         |      |      |      |      |      |      |      |      |      |      |      | x    | x    |      |      |      |      |      |
| SYMFONISK (Regal/Tischlampe) (IKEA) | 03.2019     |                   |                |        | x       |           |      |      |      |      |      |      |      |      |      |      |      | x    | x    |      |      |      |      |      |
| Arc                                 | 05.2020     | x                 |                | x      | x       |           |      |      |      |      |      |      |      |      |      |      |      |      | x    |      |      |      |      |      |
| Sub 3rd gen                         | 05.2020     |                   |                |        |         |           |      |      |      |      |      |      |      |      |      |      |      |      | x    |      |      |      |      |      |
| Five                                | 05.2020     |                   |                | x      | x       |           |      |      |      |      |      |      |      |      |      |      |      |      | x    |      |      |      |      |      |
| Roam                                | 04.2021     | x                 |                |        | x       | x         |      |      |      |      |      |      |      |      |      |      |      |      |      | x    |      |      |      |      |
| SYMFONISK (Bilderrahmen)            | 06.2021     |                   |                |        | x       |           |      |      |      |      |      |      |      |      |      |      |      |      |      | x    |      |      |      |      |
| SYMFONISK Tischleuchte (2nd Gen)    | 11.2021     |                   |                |        |         |           |      |      |      |      |      |      |      |      |      |      |      |      |      | x    |      |      |      |      |
| Roam 2                              | 08.2024     | x                 |                |        | x       | x         |      |      |      |      |      |      |      |      |      |      |      |      |      |      |      |      | x    | x    |

Lautsprecher (Play:1, Play:3, Play:5. Sonos One (SL), SYMFONISK) können zu Stereopaaren verbunden werden.
Daneben enthält die Produktpalette die Soundbar Playbar, die Soundbase Playbase und Sonos Beam sowie den Subwoofer SUB zur Realisierung von 2.1-, 3.1- und 5.1-Surroundsound.
Weiterhin wird zur Einbindung passiver Lautsprecher der Netzwerkverstärker CONNECT:AMP angeboten, der 2018 durch den Amp aktualisiert wurde. Zur Verwendung analoger HiFi-Musikgeräte wird der Übertragungswandler Connect angeboten.

### Sonos Move
Der Sonos Move ist ein portabler Lautsprecher, welcher mit einem Akku betrieben wird. Der 3 kg schwere Lautsprecher wurde während der IFA 2019 vorgestellt und funktioniert neben einer Verbindung durch Bluetooth oder AirPlay 2 auch über eine WLAN-Verbindung, wodurch man ihn raumübergreifend mit anderen Sonos-Lautsprechern verbinden kann.

### Kompatibilität mit analogen Zuspielgeräten
Die Produkte Sonos Amp, Sonos Port und Sonos Five verfügen über einen Audioeingang, über den Geräte wie Plattenspieler oder CD-Player an das Sonos-Netzwerk angeschlossen werden können. Zum Anschluss von Plattenspielern ist ein separater oder im Plattenspieler integrierter Phono-Vorverstärker notwendig.

## Produktbilder (Auswahl)

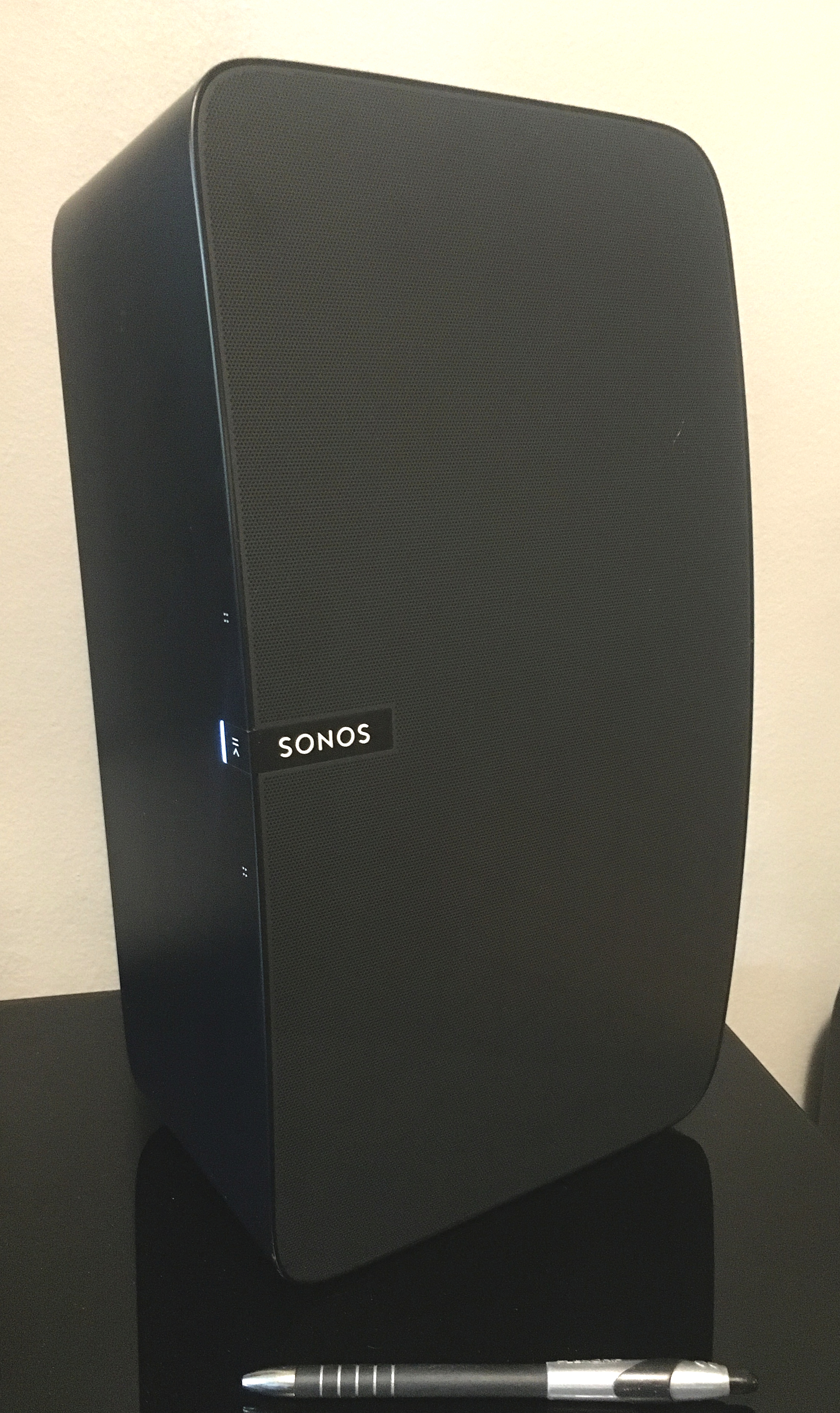
Lautsprecher Play:5
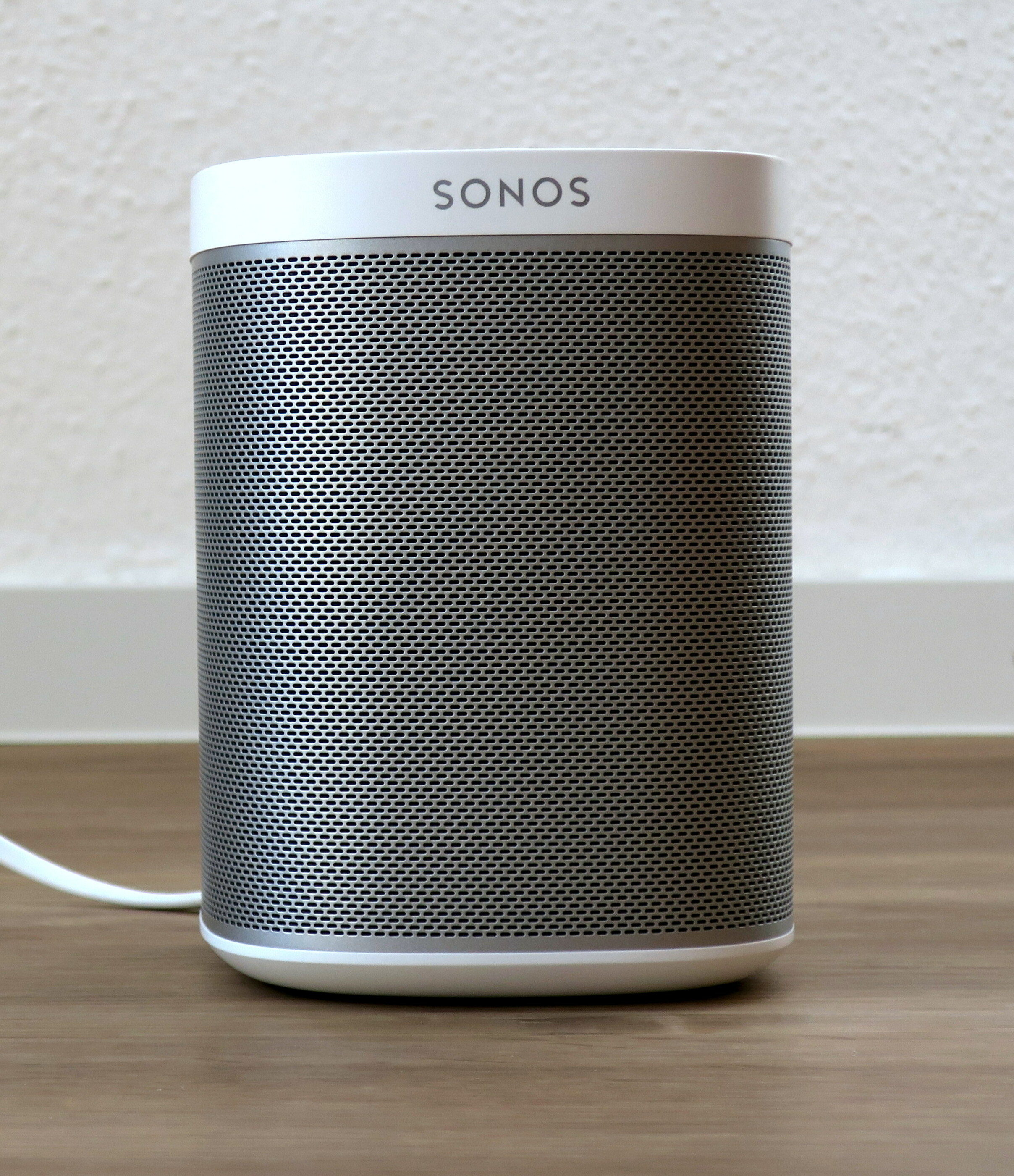
Smart-Lautsprecher Play:1 mit Integration von Amazon Alexa und Google Sprachassistent
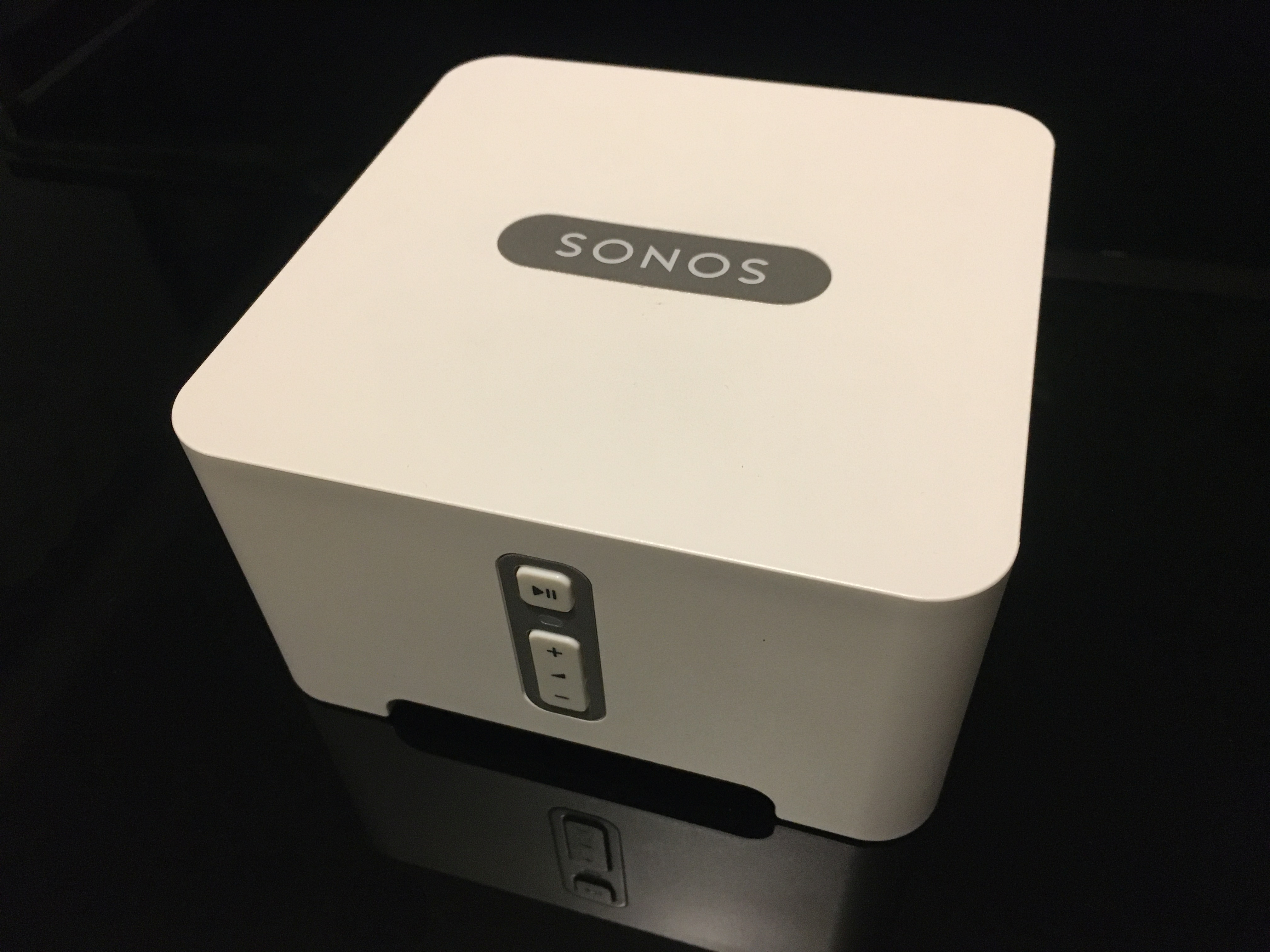
Netzwerk- und Internet-Player Sonos Connect (2. Generation)
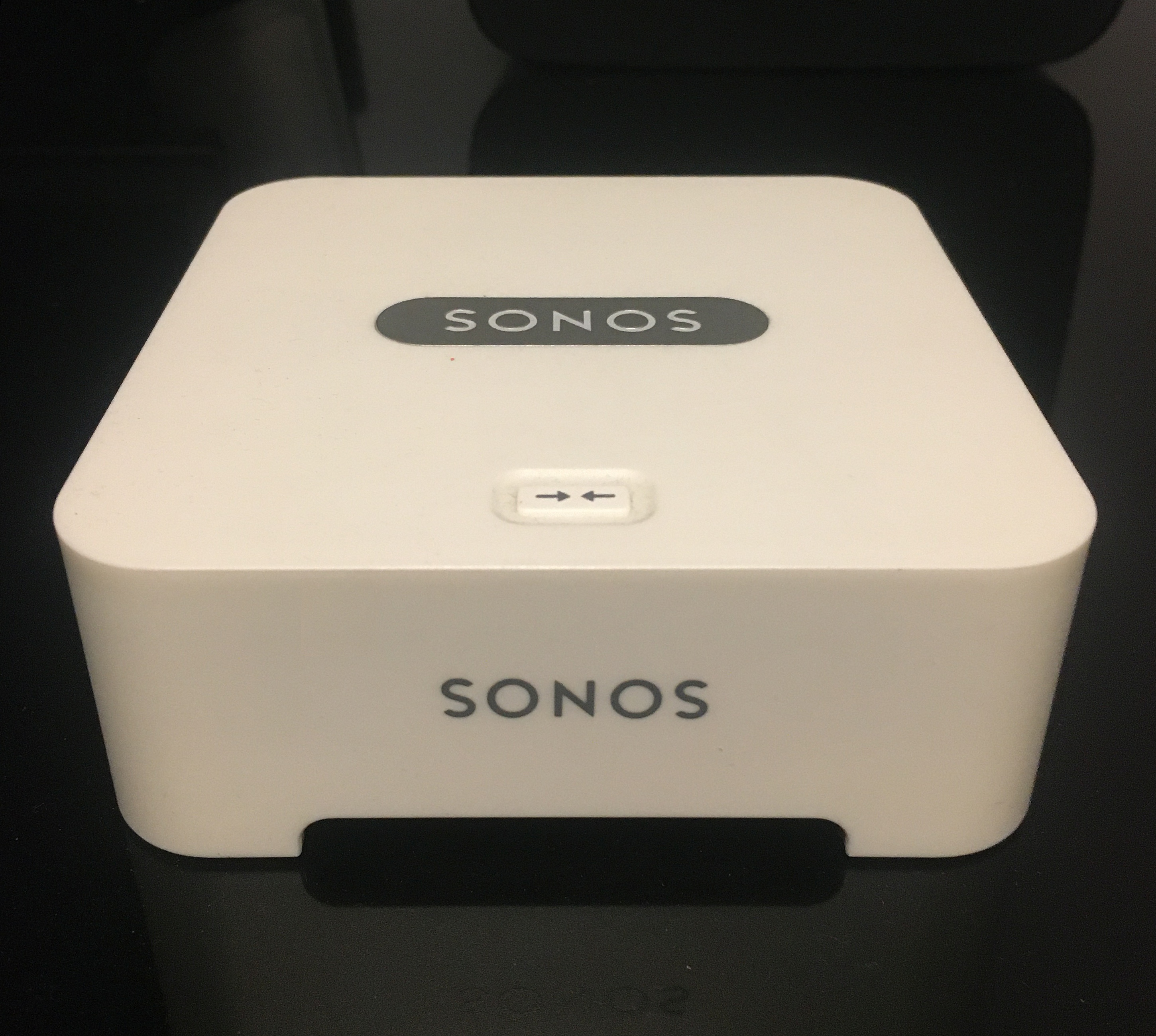
Sonos Bridge, die zur Anbindung der Lautsprecher ans Internet über WLAN benötigt wurde, mittlerweile nicht mehr unterstützt und produziert